# Sångbok för söndagsskolan
Sångbok för söndagsskolan gavs ut av förläggaren och orgeltillverkaren C. A. V. Lundholm, Stockholm. Första utgivningsår är okänt, men en upplaga utgavs 1876 och följdes, och eventuellt föregicks, av ett antal upplagor fram till den tionde upplagan 1888. Titeln ändrades 1888 till Sångbok för söndagsskolan och hemmet (ej att förväxla med Sånger för söndagsskolan och hemmet).

## Utgåvor
- Sångbok för söndagsskolan 1876
- Sångbok för söndagsskolan och hemmet 1888